# 高知県立大方高等学校
高知県立大方高等学校（こうちけんりつおおがたこうとうがっこう、英文名：Ogata High School）は、高知県幡多郡黒潮町に所在する公立の高等学校。
2020年度より文部科学省から「地域との協働による高等学校教育改革推進事業」（地域魅力化型）の指定を受けており、学校設定科目や総合的な探究の時間において、防災教育と絡めながら、生徒の「探究力」、「つながる力」、「多様性受容力」、「マネジメント力」、「レジリエンス」の育成を目指して取り組んでいる。

## 設置学科
- 全日制課程・定時制課程・通信制課程
  - 普通科

## 沿革
- 1948年 - 高知県立中村女子高等学校大方分校として開校（定時制）。
- 1949年 - 高知県立中村高等学校大方分校に改称。
- 1965年 - 高知県立大方商業高等学校として独立。
- 1966年 - 定時制を閉科。
- 1988年 - 情報科を設置。
- 2005年 - 現校名となり多部制（昼間部・夜間部）単位制となる。
- 2017年 - 昼間部を全日制に夜間部を定時制に課程を改編。
- 2022年 - 令和4年度安全功労者内閣総理大臣表彰（学校安全）を受賞[3]。